# Межлесное
Межлесное (укр. Міжлісне, до 2024 года — Пушкино) — село в Вилокской поселковой общине Береговского района Закарпатской области Украины.
Население — 1421 человек (2001). Почтовый индекс — 90321, телефонный код +38-03143. Адрес сельского совета с. Пушкино, ул. Гагарина, 9а.
Первые восемь поселенцев из верховинского села Синевир пришли в эту часть долины реки Тисы в поисках места, где можно заняться земледелием, в октябре 1927 года. Они купили участок леса, выкорчевали деревья, и основали село, в которое переехали 36 семей. По предложению Ивана Сидея, одного из первых восьми поселенцев, село было решено назвать именем Александра Пушкина. Однако местные чехословацкие власти с мнением сельчан не согласились. Село было временно названо Новый Вербовец (Уй Вербовец), так как рядом находилось венгерское село Вербовец. Но уже в 1937 году в столетнюю годовщину со дня смерти А. Пушкина, старейшины села снова решили принять название Пушкино. На этот раз предложение старейшин было принято.
В 1932 году в селе была организована школа. Она не имела помещения, столы и лавки размещались под старым дубом, где по традиции решались общинные вопросы. В 1944 году Закарпатье вошло в состав УССР, и уже в 1947 году в селе было построено здание начальной школы. В 1963 году было закончено строительство школы-девятилетки, рядом с которой в 1977 году установили памятник А. Пушкину. В декабре 2004 года благодаря помощи львовского Русского дома в реконструированном здании школы открылся музей Александра Пушкина, единственный сельский музей поэта на Украине.
Социальную инфраструктуру Пушкино дополняют два детских сада и дом культуры.
В 2022 году в связи с вторжением России на Украину памятник Пушкину в селе был снесён. В январе 2024 года староста и жители села отказались сносить памятник односельчанам, погибшим во время Великой Отечественной войны.